# 살찐 고양이
살찐 고양이(Fat Cat, 본명: 김소영, 1990년 3월 14일 ~ )는 대한민국의 여성 가수다.

## 개요
2011년 8월 데프콘의 노래 〈래퍼들이 헤어지는 방법 Part.2〉에 뮤직비디오에 출연했으며, 무대에서 피쳐링을 하며 알려졌다. 같은 해 9월 29일 데뷔 싱글 〈내사랑 싸가지〉를 발매해 가요계에 데뷔했다. 이후 2012년 싱글 〈예쁜게 다니〉, 〈꿈만 같아요〉를 발매해 활동했다. 그러나 얼마 뒤 신장에서 수분·염분의 재흡수에 관여하는 호르몬 증가로 인한 특발성 부종이라는 진단을 받아 활동을 중단하기도 했다. 2013년 드라마 《야왕》 OST 〈눈물비〉에 참여하며 재기했으며, 7월에는 일본에서 데뷔하였다.

## 발매 음반
싱글 음반
- 2011년 9월 29일 〈내사랑 싸가지〉
- 2012년 1월 5일 〈예쁜게 다니〉
- 2012년 3월 9일 〈꿈만 같아요〉
- 2013년 2월 18일 《야왕》 OST 〈눈물비〉
- 2013년 7월 24일 〈Make Up〉 (일본)
- 2014년 8월 14일 《고양이는 있다》 OST 〈천천히 가까이〉
- 2016년 2월 4일 《우리집 꿀단지》 OST 〈지우려 해〉
- 2016년 2월 26일 《마녀의 성》 OST 〈그날이 생각나〉